# XY history
XY history ist eine vom Zweiten Deutschen Fernsehen produzierte True-Crime-Fernsehsendung und ein Ableger von Aktenzeichen XY … Ungelöst. Die Sendung wird von Sven Voss moderiert. Die Erstausstrahlung der ersten beiden Folgen im Fernsehen erfolgte am 4. September 2024 zur Hauptsendezeit. In der ZDFmediathek sind beide Folgen schon seit dem 29. August 2024 und bis 29. August 2029 verfügbar.

## Inhalt
In XY history präsentiert Moderator Sven Voss mithilfe von Spielszenen, nachkolorierten Archivmaterialien und Experten historische Kriminalfälle und vergleicht sie mit aktuellen Verbrechen. Dabei geht er auch darauf ein, wie sich die Ermittlungen damals gestalteten und welche Möglichkeiten der Kriminalpolizei heute zur Verfügung stehen.
Im August 2025 wurden vom ZDF zwei neue Folgen der Sendung angekündigt, die am 24. September 2025 zur Hauptsendezeit ausgestrahlt werden sollen und bereits ab dem 22. September 2025 in der ZDF-Mediathek gestreamt werden können.

## Episodenliste
| Datum             | Titel                                  | Ermittler, Experten | Einschaltquoten                      |
| ----------------- | -------------------------------------- | ------------------- | ------------------------------------ |
| 4. September 2024 | Der erste Mordkommissar – Ernst Gennat | Ernst Gennat        | 2,09 Mio. (9,4 %), 0,35 Mio. (7,9 %) |
| 4. September 2024 | Kaum zu fassen – die Gladowbande       |                     | 2,09 Mio. (9,4 %), 0,35 Mio. (7,9 %) |